# Qu'est-ce qu'on va faire de toi ?
Pour plus de détails, voir Fiche technique et Distribution.
Qu'est-ce qu'on va faire de toi ? est un téléfilm français réalisé par Jean-Daniel Verhaeghe d'après l'autobiographie de Michel Drucker, Mais qu'est-ce qu'on va faire de toi ?, et diffusé la première fois le 19 décembre 2012.

## Synopsis
En 1942, en Normandie, un médecin de campagne, Abraham Drucker (Simon Abkarian), a un fils, Jean, et sa femme Lola attend un autre enfant. Mais il est arrêté, car il est juif, et conduit à Compiègne. À son retour après la guerre, il découvre son fils Michel. Il aura également plus tard un autre fils,Jacques. La vie reprend son cours. Jean est un brillant écolier. Michel, qui l'est beaucoup moins, accompagne souvent son père dans ses tournées. C'est à cette occasion qu'il découvre qu'Abraham a une maîtresse. La vie de Michel est ainsi rythmée avec, d'un côté, les disputes entre ses parents, et de l'autre, les réprimandes de son père, impuissant devant ses mauvais résultats à l'école. À l'adolescence, après de multiples renvois, plusieurs petits boulots et son service militaire, Michel parvient, au culot, à percer à la télévision et entame la carrière qu'on lui connaît.

## Distribution
- Simon Abkarian : Abraham Drucker
- Françoise Gillard : Lola Drucker
- Nicolas Rompteaux : Michel Drucker enfant
- Jérémie Duvall : Michel Drucker adolescent
- Isabelle Renauld : la psy
- Martin Rompteaux: Jean Drucker enfant
- Louca Acerbo: Jean Drucker adolescent
- Baptiste Telliot: Bébert enfant
- Axel Boute, Bébert adolescent
- Noah Toledano : Jacques Drucker enfant
- Nathan Simony : Jacques Drucker adolescent
- Marc Bodnar : Lucien
- Natalie Bersanetti : la directrice
- Brigitte Lo Cicero : l'actrice
- Héloïse Martin : Anita, la petite amie de Michel Drucker au pensionnat
- Geoffrey Piet : un camarade de Michel Drucker au pensionnat